# اکسو، سلیخان
اکسو، سلیخان (به لاتین: Aksu, Çelikhan) یک منطقهٔ مسکونی در ترکیه است که در استان آدیامان واقع شده‌است.